# Jim Bottomley
James Leroy Bottomley (Oglesby, 23 aprile 1900 – St. Louis, 11 dicembre 1959) è stato un giocatore di baseball statunitense di ruolo prima base nella Major League Baseball (MLB). È stato introdotto nella National Baseball Hall of Fame nel 1974.

## Carriera
Bottomley giocò nella Major League Baseball dal 1922 al 1937 per St. Louis Cardinals, Cincinnati Reds e St. Louis Browns. Nell'ultimo anno occupò il doppio ruolo di manager e giocatore dei Browns nel 1937. Mentre era in forza ai Cardinals, contro Brooklyn all'Ebbets Field il 16 settembre 1924, stabilì il record di tutti i tempi per punti battuti a casa in una partita con 12. Nel 1928 fu premiato come MVP della National League che quell'anno guidò in  fuoricampo. Coi Cardinals vinse due World Series nel 1926 e nel 1931.

## Palmarès

### Club
- World Series: 2

St. Louis Cardinals: 1926, 1931

### Individuale
- MVP della National League: 1

1928
- Leader della National League in fuoricampo: 1

1928
- Leader della National League in RBI: 2

1926, 1928